# Cantonul Orléans-La Source
Cantonul Orléans-La Source este un canton din arondismentul Orléans, departamentul Loiret, regiunea Centru, Franța.